# Fábrica Osram

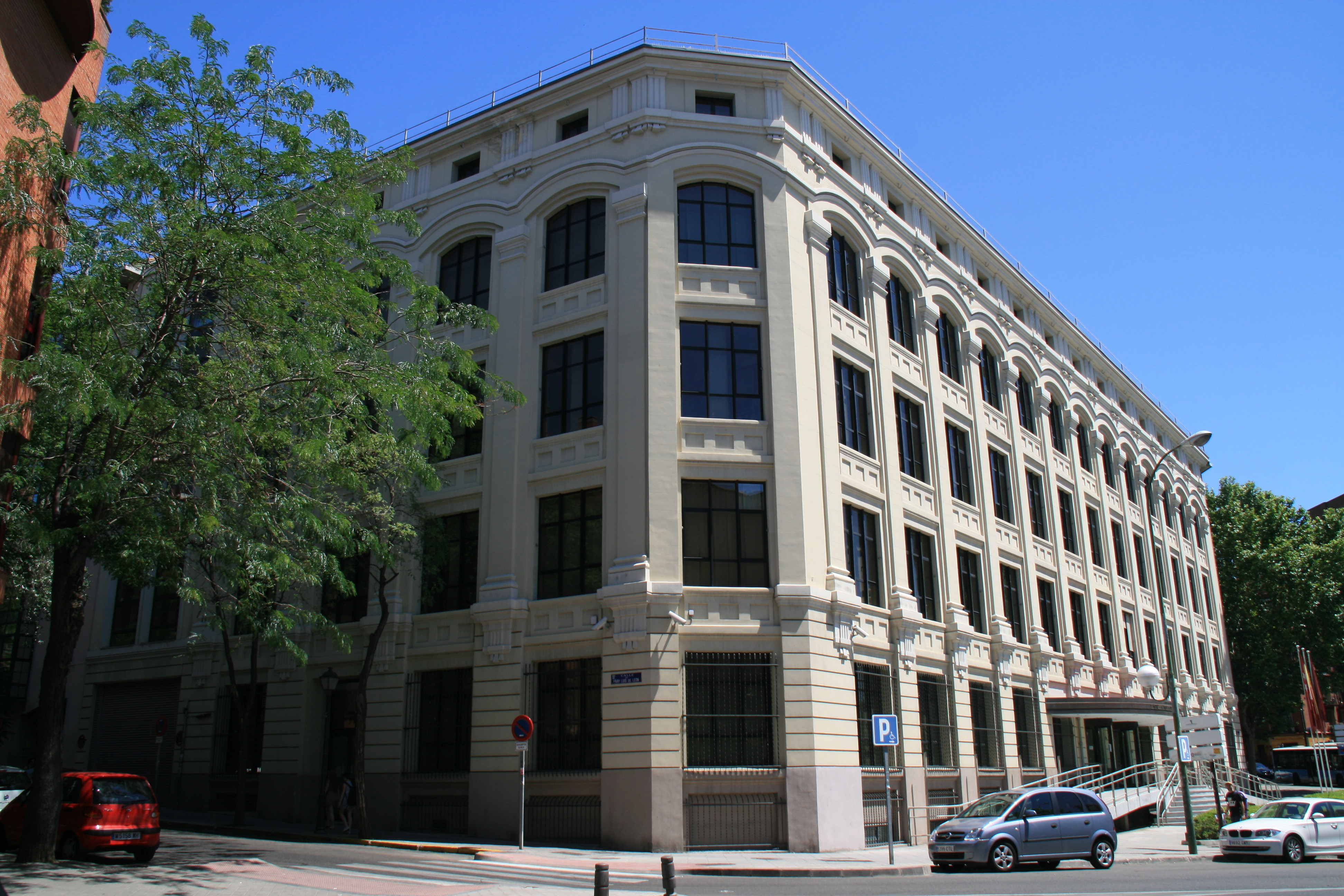
Chaflán de la fachada de la antigua Fábrica Osram (esquina Fray Luis de León-Palos de la Frontera).

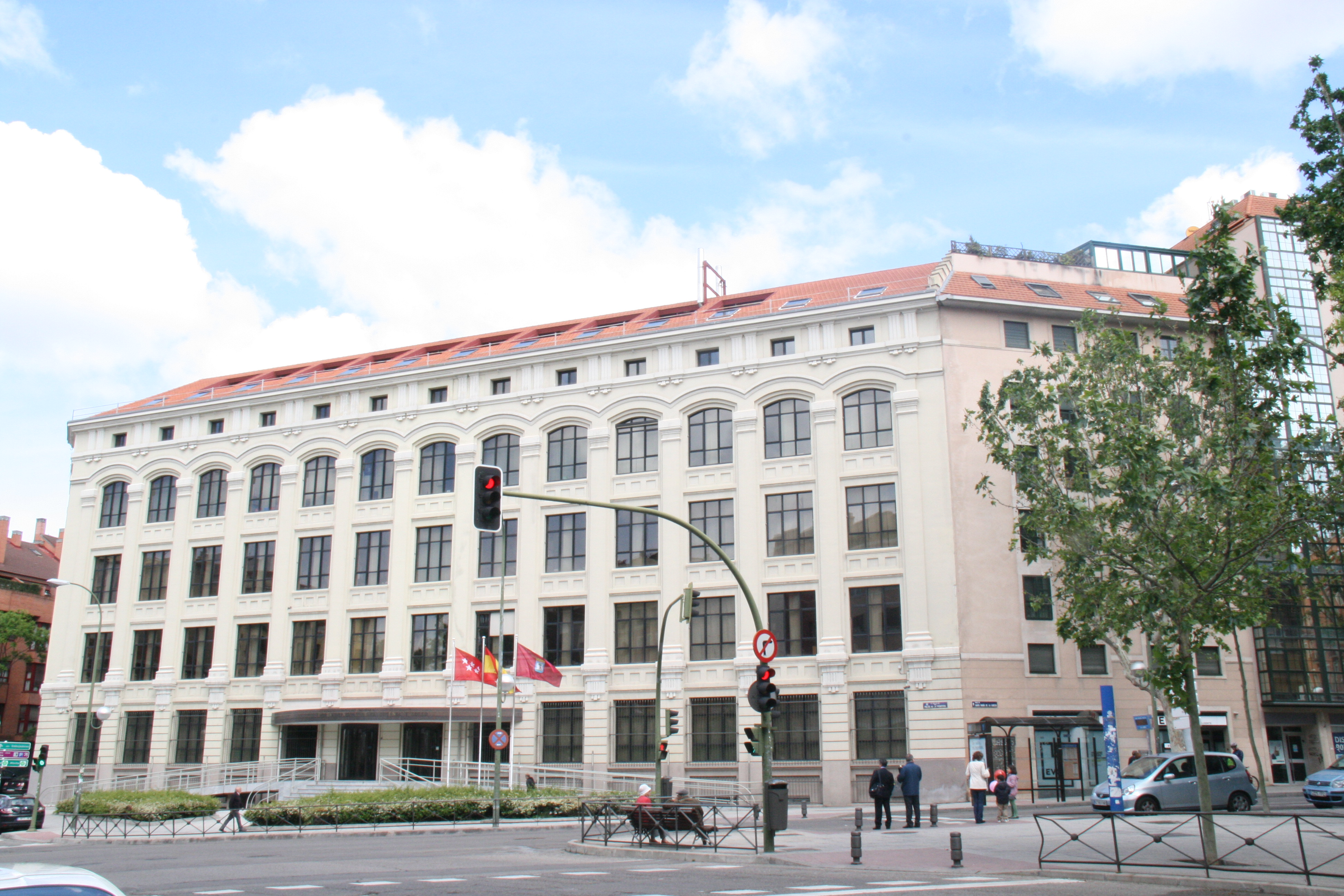
Fachada principal de la antigua Fábrica Osram.

La Fábrica de Osram (denominada de forma oficial como Fábrica de lámparas eléctricas de la DGA de Berlín) es un edificio ubicado en el Paseo de Santa María de la Cabeza (Madrid). Fue diseñado entre 1914 y 1916 por los arquitectos españoles Alberto de Palacio y Elissague y Francisco Borrás Soler, como fábrica de materiales eléctricos Osram. Desde 2001 el edificio es la sede de la Empresa Municipal de la Vivienda y Suelo (EMVS), renovación llevada a cabo por Guillermo Costa Pérez-Herrero. Desde 1991 está incoado expediente como Bien de Interés Cultural (BIC).

## Características
Se trata de un edificio industrial de planta rectangular con iluminación a tres fachadas (dos a calles y una al patio interior). En su momento más álgido la fábrica contrataba a un poco más de medio millar de obreros y obreras. Esta fábrica formaba parte de la red industrial de la zona sur de Madrid.